# Нове Место-над-Вагом
Нове Место-над-Вагом (словац. Nové Mesto nad Váhom, угор. Vágújhely) — місто, громада, адміністративний центр округу Нове Место-над-Вагом, Тренчинський край, західна Словаччина. Кадастрова площа громади — 32,583 км². Населення — 20 066 осіб (за оцінкою на 31 грудня 2017 р.).
Перша згадка 1263 року.

## Географія
Водойма — річка Ваг.

## Населення
| Рік:            | 1994.  | 2004.   | 2014.   | 2024.   |
| --------------- | ------ | ------- | ------- | ------- |
| Кількість осіб: | 21 578 | 20 827  | 20 119  | 19 257  |
| Різниця:        |        | -3,48 % | -3,39 % | -4,28 % |

| Рік:            | 2023.  | 2024.   |
| --------------- | ------ | ------- |
| Кількість осіб: | 19 296 | 19 257  |
| Різниця:        |        | -0,20 % |